# Gerd Grochowski
Gerd Grochowski (28. Februar 1956 in Krefeld – 16. Januar 2017 in Mainz) war ein deutscher Opernsänger der Stimmlage Bassbariton. Er wurde insbesondere in Wagner-Partien und für Rollen des frühen 20. Jahrhunderts bekannt.

## Leben und Werk
Grochowski studierte zuerst Klavier und Musikerziehung, schließlich auch Gesang bei Edith Kertész an der Hochschule für Musik und Tanz Köln. Zu seinen Lehrern zählten auch der Dirigent Konrad Junghänel und der Bariton Josef Metternich. Nach seinem Abschluss wurde er 1986 als Ensemblemitglied an die Oper Köln verpflichtet. Am 16. Januar 2017 verstarb Gerd Grochowski unerwartet.

### Opernrollen
Der Sänger blieb drei Spielzeiten am Kölner Opernhaus und war danach überwiegend als Lieder- und Konzertsänger tätig. Ab 2001 folgte ein Engagement an die Oper Bonn, parallel dazu Gastspiele an den Wuppertaler Bühnen, an der Oper Frankfurt und beim Brucknerfest in Linz. In diesen Jahren erarbeitete er sich ein breites Repertoire, welches von der Frühklassik (Gluck) bis ins späte 20. Jahrhundert (Britten) reichte, und spezialisierte sich auf die dramatischen Partien seines Faches. Besonderen Erfolg errang er mit den klassischen Bösewichtern der Opernwelt, dem Pizarro in Beethovens Fidelio oder dem Scarpia in Puccinis Tosca. Er etablierte sich aber schon früh als kompetenter Wagner-Sänger, zuerst als Holländer, Telramund und Klingsor, später auch als Kurwenal, Gunther, Wotan und Wanderer.
Seinen Durchbruch zu einer internationalen Karriere erarbeitete sich der Sänger in der Titelpartie des Doktor Faustus von Ferruccio Busoni am Württembergischen Staatstheater in Stuttgart. Für diese Rolle wurde er von der Zeitschrift Opernwelt als Sänger des Jahres nominiert. Es folgten in rascher Folge Verpflichtungen an die Metropolitan Opera in New York (als Kurwenal), ans Teatro alla Scala von Mailand (als Kurwenal und Gunther) und an die Bayerische Staatsoper in München (als Scarpia und Pizarro). Die Plattform Bach Cantatas schrieb im Jahre 2009, Grochowski habe sich einen gut begründeten Ruf als einer der besten Sänger seines Faches erarbeitet. Der Gunther in Wagners Götterdämmerung brachte ihn auch nach Berlin und London, an die San Francisco Opera und – unter der musikalischen Leitung von Sir Simon Rattle – zu den Salzburger Osterfestspielen. Als Telramund gastierte er am Royal Opera House Covent Garden in London, weiters in San Francisco, am NNT Tokyo und in der Berliner Philharmonie. Als Amfortas und Klingsor war er an der Opéra de Lyon, in Frankfurt und München zu sehen und zu hören.
Grochowski sang in zwei Inszenierungen des legendären französischen Regisseurs Patrice Chéreau, die beide auch als DVD erschienen sind:
- Im Sommer 2007 übernahm er die Rolle des Šiškov in einer internationalen Koproduktion von Janáčeks selten gespielter Oper Z mrtvého domu [Aus einem Totenhaus],[2] die für die Wiener Festwochen im Theater an der Wien erarbeitet und danach an weiteren wichtigen Bühnen gezeigt wurde, unter anderem beim Festival d’Aix-en-Provence und beim Holland Festival in Amsterdam, an der Mailänder Scala und an der New Yorker Met. Es dirigierte Pierre Boulez.[2]
- Im Dezember desselben Jahres sang er – in der feierlichen Premiere zur Saisoneröffnung der Mailänder Teatro alla Scala – den Kurwenal in Tristan und Isolde. Es dirigierte Daniel Barenboim.[3]

Neben Wagner und den Bösewichtern entwickelte sich im Laufe der Jahre ein weiterer Schwerpunkt im Repertoire des Sängers, die Oper des frühen 20. Jahrhunderts. Er absolvierte sein Rollendebüt als Dr. Schön in Bergs Lulu am Teatro Real in Madrid, sang an De Nationale Opera in Amsterdam den Orest in der Elektra von Richard Strauss sowie in San Francisco und Stuttgart den Prus in Janáčeks Sache Makropulos. Am Palau de la Música Catalana von Barcelona verkörperte er erstmals die Titelpartie in Bartóks Herzog Blaubarts Burg, unter der musikalischen Leitung von Pinchas Steinberg, eine Rolle, die er 2015 auch am Hessischen Staatstheater Wiesbaden übernahm. In Barcelona, allerdings am Gran Teatre del Liceu, war Grochowski auch in einer vorklassischen Oper zu sehen und zu hören, als Thoas in Glucks Iphigénie en Tauride, inszeniert von der deutschen Tanzkünstlerin Pina Bausch.
Sein Bayreuther Debüt erfolgte im Jahre 2016 als Klingsor in der Parsifal-Neuinszenierung von Uwe-Eric Laufenberg. Es dirigierte Hartmut Haenchen. Er war für diese Rolle auch bei den Bayreuther Festspielen des Jahres 2017 vorgesehen.
In Laufenbergs Inszenierungen des Rings des Nibelungen am Musiktheater Linz in den Jahren 2013 bis 2015 sowie am Hessischen Staatstheater Wiesbaden in der Spielzeit 2016–17 war er als Wotan und Wanderer verpflichtet. Am Vorabend seines Todes sang er in Wiesbaden mit großem Erfolg den Wotan in der Premiere der Walküre.

### Im Konzertsaal
Gerd Grochowski trat regelmäßig in konzertanten Opernaufführungen und als Bass-Solist in großen Chorwerken auf. Beispielsweise sang er den Herzog Blaubart im Auditori von Barcelona (unter der musikalischen Leitung von Pinchas Steinberg) und den Fremden in Henzes Opfergang in der deutschen Erstaufführung am 16. Dezember 2010 an der Ruhr-Universität in Bochum (mit den Bochumer Symphonikern unter Leitung von Steven Sloane). Weiters übernahm er eine Reihe von Wagner-Partien in konzertanten Aufführungen: den Amfortas am Teatro Regio di Parma und an der Ungarischen Staatsoper in Budapest, den Gunther bei den BBC Proms (unter der musikalischen Leitung von Daniel Barenboim) sowie den Telramund an der Opéra National de Montpellier (geleitet von Michael Schønwandt). Im Sommer 2016 war er – neben Camilla Nylund – Solist der MDR-Wagner-Gala im Gewandhaus von Leipzig.
Zu seinem Konzertrepertoire zählten die Bass-Solopartien in Beethovens Missa solemnis, Bruckners Te Deum, Janáčeks Glagolitischer Messe und in Brittens War Requiem. Im Januar 2014 übernahm er in der Tonhalle Düsseldorf die Baritonpartie in Zemlinskys selten gespielter Lyrischer Symphonie, op. 18. Das War Requiem sang er unter Leitung von Charles Dutoit in der Tokyo Radio Hall, Brahms’ Deutsches Requiem mit der Dresdner Philharmonie unter Rafael Frühbeck de Burgos im Salzburger Festspielhaus. Er gastierte auch an der Royal Albert Hall in London sowie in Konzertsälen in Rom und Lille, Brüssel, Amsterdam, Berlin, Saarbrücken und Stuttgart.
Grochowski sang weiters unter der musikalischen Leitung Sylvain Cambreling, Paolo Carignani, Vladimir Jurowski, Ingo Metzmacher, Kent Nagano, Carlo Rizzi, Dennis Russell Davies, Sebastian Weigle und Lothar Zagrosek.

## Rollen (Auswahl)
| Bartók: - Titelpartie in Herzog Blaubarts Burg Beethoven: - Don Pizarro im Fidelio Berg: - Doktor Schön in Lulu Bizet: - Escamillo in Carmen Britten: - Captain Balstrode in Peter Grimes Busoni: - Titelpartie in Doktor Faust Gluck: - Thoas in Iphigenie auf Tauris Janáček: - Jaroslav Prus in Die Sache Makropulos - Šiškov in Aus einem Totenhaus Mozart: - Graf Almaviva in Le nozze di Figaro - Sprecher in Die Zauberflöte |  | Prokofjew: - Leander in Die Liebe zu den drei Orangen Puccini: - Scarpia in Tosca Richard Strauss: - Orest in Elektra - Musiklehrer in Ariadne auf Naxos - Geisterbote in Frau ohne Schatten Wagner: - Titelpartie in Der fliegende Holländer - Telramund in Lohengrin - Kurwenal in Tristan und Isolde - Hans Sachs in Die Meistersinger von Nürnberg - Wotan in Das Rheingold und Die Walküre - Wanderer in Siegfried - Gunther in Götterdämmerung - Klingsor und Amfortas in Parsifal Weber: - Caspar in Der Freischütz |

## Aufnahmen

### Opern
- Beethoven: Fidelio in der Fassung von 1805. Mit Camilla Nylund (Leonore), Kurt Streit (Florestan), Gerd Grochowski (Don Pizarro), Peter Rose (Rocco), Dietmar Kerschbaum (Jaquino), Brigitte Geller (Marzelline). Arnold Schoenberg Chor, Radio-Symphonieorchester Wien, Bertrand de Billy (Dirigent). 4260034869196[6]
- Janáček: Aus einem Totenhaus, veröffentlicht unter dem englischen Titel From the House of the Dead. Mit Olaf Bär (Alexander Petrovič Gorjančikov), Eric Stokloßa (Aljeja), Štefan Margita (Luka Kuzmič), Peter Straka (Der große Sträfling), Vladimir Chmelo (Der kleine Sträfling), Jiři Sulzenko (Platzmajor), Heinz Zednik (Wächter), John Mark Ainsley (Skuratov), Jan Galla (Čekunov), Susannah Haberfeld (Eine Landstreicherin), Peter Hoare (Šapkin), Marian Pavlovič (Kedril), Gerd Grochowski (Šiskov), Andreas Conrad (Čerevin). Patrice Chéreau (Inszenierung), Richard Peduzzi (Bühnenbild), Caroline de Vivaise (Kostüme); Arnold Schoenberg Chor, Mahler Chamber Orchestra, Pierre Boulez (Dirigent). Deutsche Grammophon (DVD) LC: 00440 073 4426[7]
- Richard Strauss: Elektra. Mit Michaela Schuster (Klytämnestra), Evelyn Herlitzius (Elektra), Camilla Nylund (Chrysothemis), Hubert Delamboye (Aegisth) und Gerd Grochowski (Orest). Toonkunst-Chor (Amsterdam), Nederlands Philharmonisch Orkest, Marc Albrecht (Dirigent).[8]
- Wagner: Lohengrin. Mit Klaus Florian Vogt (Lohengrin), Annette Dasch (Elsa), Susanne Resmark (Ortrud), Gerd Grochowski (Telramund), Günther Groissböck (König Heinrich), Markus Brück (Heerrufer des Königs). Rundfunkchor Berlin, Radio-Symphonie-Orchester Berlin, Marek Janowski (Dirigent). LC: PTC 5186 403.[9] Diese Aufnahme ist auch in der Compilation Wagner: The Complete Operas, die vom Radio-Symphonie-Orchester Berlin unter Marek Janowski aufgenommen wurde, enthalten (Cycle - PTC5186700)
- Wagner: Tristan und Isolde. Livemitschnitt einer Aufführung des Teatro alla Scala in Mailand. Mit Waltraud Meier (Isolde), Ian Storey (Tristan), Michelle DeYoung (Brangäne), Gerd Grochowski (Kurwenal), Matti Salminen (König Marke), Willy Hartmann (Melot), Ryland Davies (Hirt), Ernesto Panariello (Steuermann), Alfredo Nigro (Stimme eines jungen Seemanns). Patrice Chéreau (Inszenierung), Orchestra und Coro del Theatro alla Scala, Daniel Barenboim (Dirigent). Erato - 2564605500.[10]
- Wagner: Götterdämmerung. Mit Lance Ryan (Siegfried), Iréne Theorin (Brünnhilde), Mikhail Petrenko (Hagen), Johannes Martin Kränzle (Alberich), Gerd Grochowski (Gunther), Waltraud Meier (Waltraute, 2. Norn), Anna Samuli (Gutrune, 3. Norn). Guy Cassiers (Inszenierung), Orchestra und Coro del Theatro alla Scala, Daniel Barenboim (Dirigent). Blu-ray Arthaus Musik 108093, 2004.[11]
- Wagner: Götterdämmerung. Aufführung der Salzburger Osterfestspiele, aufgezeichnet beim Festival d’Aix-en-Provence. Mit Ben Heppner (Siegfried), Katarina Dalayman (Brünnhilde), Mikhail Petrenko (Hagen), Dale Duesing (Alberich), Gerd Grochowski (Gunther), Anne Sofie von Otter (Waltraute), Maria Radner (1. Norn, Flosshilde), Lilli Paasikivi (2. Norn), Miranda Keys (3. Norn), Emma Vetter (Gutrune), Anna Siminska (Woglinde) und Eva Vogel (Wellgunde). Stéphane Braunschweig (Inszenierung und Bühnenbild), Thibault Vancraenenbroeck (Kostüme) und Marion Hewlett (Licht). Rundfunkchor Berlin, Berliner Philharmoniker, Sir Simon Rattle (Dirigent), 2009.[12][13]

### Singspiele und Operetten
- Künneke: Die lockende Flamme, romantisches Singspiel in acht Bildern, Libretto von Paul Knepler und Ignaz Michael Welleminsky. Mit Birgit Fandrey, Christiane Hossfeld, Maria Mallé, Zoran Todorovich, Gerd Grochowski, Ralf Lukas, Gerhard Peters, Jürgen Sacher und Theodor Weimer. Kölner Rundfunkchor, Kölner Rundfunk-Sinfonie-Orchester, Peter Falk (Dirigent). Köln 1994 (Capriccio - C5088)[14]
- Oscar Straus: Die lustigen Nibelungen. Mit Martin Gantner (Gunther), Daphne Evangelatos (Ute), Michael Nowak (Siegfried), Gerd Grochowski (Dankwart), Hein Heidbuchel (Volker), Gabriele Henkel (Giselher), Lisa Griffith (Kriemhild), Josef Otten (Hagen), Gudrun Volkert (Brunhilde), Christine Mann (Vogel). Kölner Rundfunkchor, Kölner Rundfunk-Sinfonie-Orchester, Siegfried Köhler (Dirigent). (Capriccio - C10753)[15]
- Weill: Der Kuhhandel. Mit Lucy Peacock, Eberhard Büchner, Christian Schotenrohr, Walter Raffeiner, Udo Holdorf, Oskar Hillebrandt, Dariusz Niemirowicz, Ingeborg Most, Frederic Mayer, Renate Zimmermann, Regina Rottger, Franz Gerihsen, Heinz Heidbuchel, Josef Wagner, Gerd Grochowski, Josef Otten, Dieter Muller. Kölner Rundfunkchor, Kölner Rundfunk-Sinfonie-Orchester, Jan Latham-Koenig (Dirigent). Köln 1992 (Capriccio - C60013-1)[16]